# 19129 Лоос
19129 Лоос (19129 Loos) — астероїд головного поясу, відкритий 10 січня 1988 року.
Тіссеранів параметр щодо Юпітера — 3,372.
Названий на честь австро-угорського архітектора Адольфа Лооса